# Mía lau
Mía lau (danh pháp: Saccharum sinense, Saccharum × sinense hay đồng nghĩa Saccharum × barberi) hay còn gọi là cây mía tía (đỏ) hoặc là cây mía bách giải. Thân có màu tím nhưng lá cũng có màu tím, nó không có vị ngọt như mía đường chỉ có vị nhạt. Trong đông y nó là cây thuốc chữa bệnh tiểu vàng, giải độc… Saccharum sinense là một loài thực vật có hoa trong họ Hòa thảo. Loài này được Roxb. miêu tả khoa học đầu tiên năm 1819.